# Thomas Mowbray, 2. Earl of Nottingham
Thomas Mowbray, 2. Earl of Nottingham (auch Thomas II Mowbray oder Thomas Mowbray, 4. Earl of Norfolk) (* 17. September 1385; † 8. Juni 1405 in York) war ein englischer Magnat, der als Rebell gegen den König hingerichtet wurde.

## Herkunft und Jugend
Thomas Mowbray entstammte der ursprünglich anglonormannischen Familie Mowbray. Er war der älteste Sohn seines gleichnamigen Vaters Thomas Mowbray, 1. Earl of Nottingham und von dessen zweiten Frau Elizabeth Fitzalan († 1425). Sein Vater war ein Günstling von König Richard II., und der junge Thomas wuchs im Haushalt der jungen Königin Isabella auf. Der König gewährte ihm eine Pension, als sein Vater 1397 zum lebenslangen Exil verurteilt wurde. Der junge Thomas begleitete den König 1399 bei dessen zweiten Feldzug nach Irland. Während der König in Irland war, landete der zusammen mit Mowbrays Vater verbannte Henry Bolingbroke in England. Es gelang ihm, die Macht zu gewinnen, den König bei seiner Rückkehr gefangen zu nehmen und sich selbst als Heinrich IV. zum König zu erheben. Mowbrays Vater starb wenig später in Venedig. Der neue König beschlagnahmte die Besitzungen von Mowbray, so dass die Zukunft des jungen Erben ungesichert war. Seinem Vater wurde der noch 1397 verliehene Titel Duke of Norfolk wieder aberkannt, so dass Mowbray nur noch die Titel Earl of Nottingham, Earl of Norfolk, Baron Mowbray und Baron Segrave erbte. Das Amt des Earl Marshal, das sein Vater bekleidet hatte, vergab der König am 30. Oktober 1399 an den Earl of Westmorland. Mowbrays Mutter erhielt aus den Besitzungen ihres Mannes zunächst kein Wittum und verarmte, während der König Teile des Mowbray-Besitzes an seine eigenen Unterstützer vergab. Schließlich erhielt auch Mowbrays Mutter das ihr zustehende Wittum, doch erst nach drei Jahren war die Vergabe der Ländereien an sie abgeschlossen. Im Dezember 1399 bat Mowbray den Kronrat um eine höhere Pension. Der Kronrat gewährte ihm daraufhin jährlich 350 Mark, dazu wurden ihm für Weihnachten 1399 einmalig über £ 58 gewährt. Mowbray bat, dass diese Gelder aus den Besitzungen seines Vaters in Südwales kommen sollten. Sein Vater hatte diese Besitzungen schon zur Versorgung seines Erben vorgesehen, als er ins Exil gehen musste.

## Wiedererlangung der Mowbray-Besitzungen
Vor August 1400 heiratete Mowbray Constance Holland, eine Tochter von John Holland, 1. Earl of Huntingdon, mit der er bereits 1391 verlobt worden war. Damals hatten die Eltern den beiden Brautleuten Landbesitz mit jährlichen Einkünften von 300 Mark geschenkt, die angesichts des Alters der beiden zunächst zur Verwaltung an Treuhänder, zu denen auch Henry Bolingbroke gehört hatte, weitergegeben wurden. Constance war eine Nichte von Bolingbroke, der nun König war, und ihr gab er einen ersten Teil der Mowbray-Besitzungen zurück, als er ihr anstelle von £ 200 in bar entsprechenden Landbesitz in East Anglia übergab, der früher den Mowbrays gehört hatte. 1402 erlaubte der König, dass weitere Ländereien an Treuhänder für den immer noch minderjährigen Mowbray übergeben wurden. Mowbray selbst tätigte schon Ausgaben, die durch Erwartungen auf Einkünfte aus seinen Besitzungen gedeckt wurden, doch erst am 1. November 1403 übergab ihm der König den Großteil des Erbes seines Vaters. Einige Wochen später übergab er ihm Ländereien aus dem umfangreichen Erbe seiner Urgroßmutter Margaret Brotherton, Duchess of Norfolk, die 1399 gestorben war. Durch diese beiden Erbschaften erwarb Mowbray Besitzungen mit jährlichen Einkünften von etwa £ 1500. Von dem Erbe ausgenommen wurde die Herrschaft Epworth auf der Isle of Axholme. Epworth war eine der wichtigsten Besitzungen seiner Familie gewesen, doch der König hatte die Herrschaft bereits an seinen Cousin Edward of Norwich, 2. Duke of York vergeben. Dazu musste Mowbray eine Gebühr von £ 1000 zahlen, um das Erbe anzutreten. Angesichts der Rebellion von Owain Glyndŵr wurde er verpflichtet, ein Jahr lang mit zwanzig men-at-arms und sechzig Bogenschützen in den Welsh Marches zu dienen.

## Rebellion und Tod
Mowbray erlebte nicht die vollständige Rückgabe seiner Besitzungen. Er blieb nur bis Februar oder März 1404 im walisischen Chepstow Castle und war bereits im Herbst 1404 wieder in England. Damit hatte er nicht, wie gefordert, ein ganzes Jahr lang in den Welsh Marches gedient. Mowbray hatte bereits im Februar den Verschwörern Henry Percy, 1. Earl of Northumberland und Erzbischof Richard Scrope von York seine Unterstützung angeboten. Zu keinem der Rebellen hatte Mowbray eine persönliche Beziehung, doch er wusste von ihrem Plan, die Mortimer-Erben Edmund und Roger aus Windsor Castle zu entführen. Mowbrays Kenntnis von dem Plan wurde aufgedeckt, doch der König begnadigte ihn. Am 1. März 1405 kam es zwischen Mowbray und Richard de Beauchamp, 13. Earl of Warwick zum Streit über ihren Vorrang im Kronrat und im Parlament. Dabei war Mowbray als Minderjähriger noch nie zu einem Parlament geladen worden. Sollte er dem Kronrat angehört haben, was unklar ist, hatte er nach Meinung des Königs als Minderjähriger kein Recht, den Anspruch des nur wenig älteren, aber bereits volljährigen Beauchamp anzufechten. Trotz dieser Auseinandersetzung war der König so von Mowbrays Loyalität überzeugt, dass er ihn im April 1405 zum Kommandanten von 20 men-at-arms und 120 Bogenschützen ernannte, die ihn nach Wales begleiteten.
Für die Rebellen war Mowbray wohl aufgrund seiner Besitzungen in Nordengland ein willkommener Unterstützer. Sie stellten den Großteil ihrer Truppen, mit denen sie den König stürzen wollten, in Nordengland auf. Mowbray gelang es aber nicht, Mitglieder seiner Familie für die Rebellion zu gewinnen. Nachdem Mowbrays Beteiligung an der Rebellion bekannt wurde, informierte der König am 28. Mai 1405 den Kronrat von Derby aus über seinen Verrat. Bevor der König selbst nach Nordengland ziehen konnte, wurde das von Erzbischof Scrope und Mowbray aufgebotene Heer von einem Heer des Earl of Westmorland bei Shipton Moor gestellt. Northumberland und andere Rebellen hatten es versäumt, ihre Truppen mit denen von Mowbray und Scrope zu vereinigen. Westmorland bot Mowbray und Scrope an, über ihre Erklärung zu sprechen, die sie in York veröffentlicht hatten. Mowbray reagierte zurückhaltend, doch Scrope erklärte sich zu einem Gespräch bereit. Während sie mit Westmorland bei einem Becher Wein über ihre Forderungen sprachen, löste sich ihr Heer auf. Scrope und Mowbray wurden gefangen genommen und in Pontefract Castle inhaftiert. Am 8. Juni erreichte der König York und verurteilte beide zum Tod durch Enthauptung. Weder dem Erzbischof noch dem minderjährigen Mowbray wurde Gnade gewährt. Der Erzbischof tröstete Mowbray, der Furcht vor dem Tod zeigte, und erlaubte ihm, zuerst das Schafott zu besteigen. Nach der Hinrichtung wurde sein Körper in der Franziskanerkirche von York beigesetzt. Sein abgetrennter Kopf wurde dagegen zwei Monate lang auf Bootham Bar, einem Stadttor von York, ausgestellt, ehe er zum Körper in das Grab gelegt wurde.

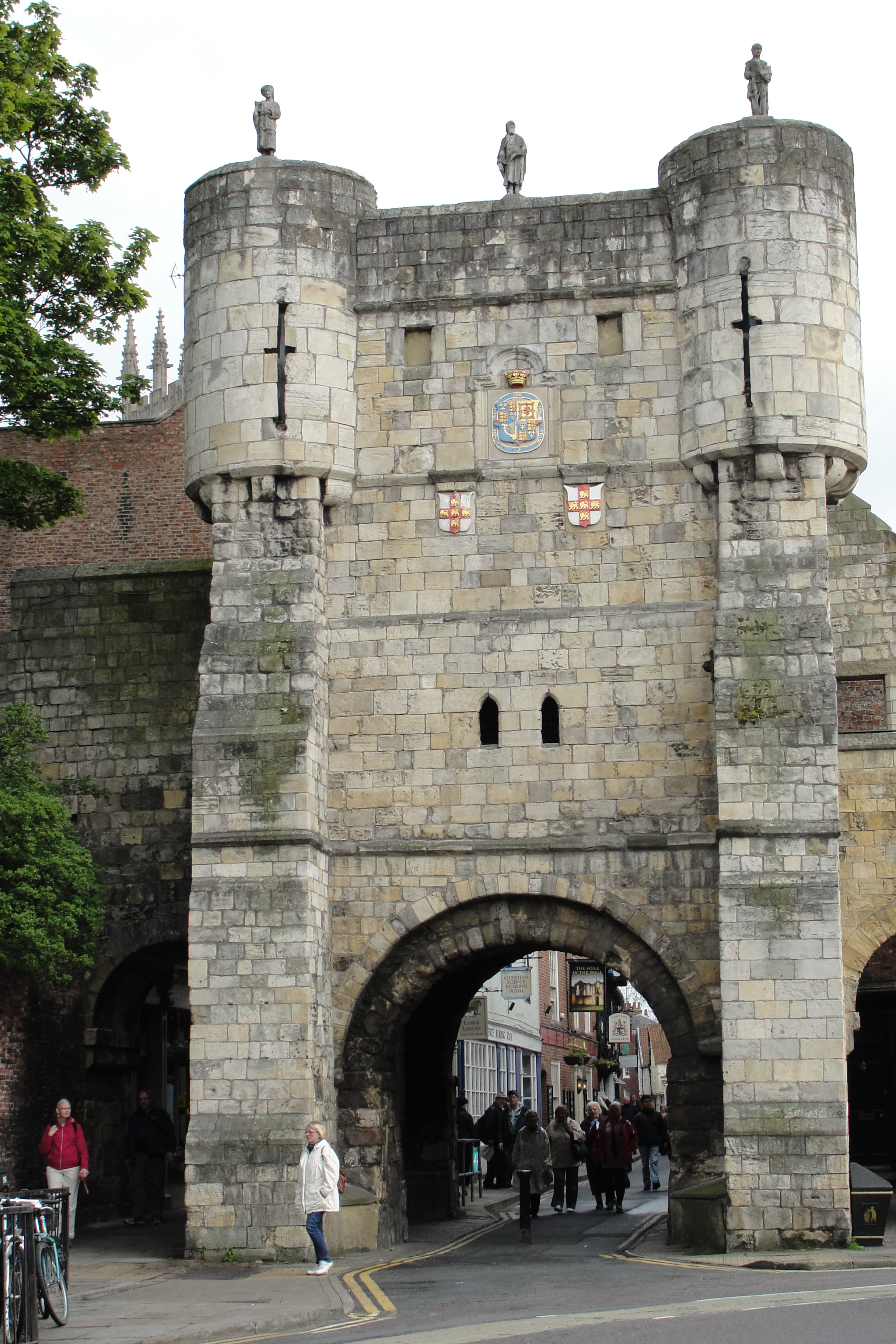
Bootham Bar, ein Stadttor von York, wo Mowbrays abgeschlagener Kopf ausgestellt wurde

Warum sich Mowbray der Rebellion anschloss, ist ungeklärt. Generell ist sein Verhältnis zu Heinrich IV. ungeklärt, dessen Streit mit seinem Vater 1397 zum Exil von beiden geführt hatte. Durch seine Jugend im Haushalt von Königin Isabella sympathisierte Mowbray vielleicht mit dem von Heinrich IV. gestürzten Richard II. Andererseits verhielt sich Heinrich IV. ihm gegenüber recht großzügig. Mowbray erhielt zwar nur stückweise und mit Auflagen, aber immerhin noch vor seiner offiziellen Volljährigkeit den Großteil seines Erbes. Die Zeitgenossen Mowbrays konnten seine Unzufriedenheit nur dadurch erklären, dass ihm der König das Amt des Earl Marshal vorenthielt. Allerdings wäre die Verleihung dieses hohen Amtes an einen Minderjährigen außergewöhnlich gewesen. Letztlich scheint es, dass Mowbray ein halsstarriger Jugendlicher mit unrealistischen Erwartungen war.

## Erbe
Mowbrays Ehe mit Constance Holland war kinderlos geblieben. Da trotz seiner Rebellion gegen ihn keine Bill of Attainder erlassen wurde, erhielt sie aus seinen Besitzungen bis zu ihrem Tod 1437 ein Wittum. Sie heiratete 1413 in zweiter Ehe John Grey. Mowbrays Erbe wurde sein jüngerer Bruder John Mowbray.